# الوندآباد
الون آباد یک منطقهٔ مسکونی در ایران است که در Rudshur Rural District واقع شده‌است. براساس سرشماری مرکز آمار ایران در سال ۱۳۹۵، الوندآباد ۴۶ نفر جمعیت دارد.